# Bruno (Saskatchewan)
Bruno è un comune del Canada, situato nella provincia del Saskatchewan, nella divisione No. 15.